# Charles M. Rice

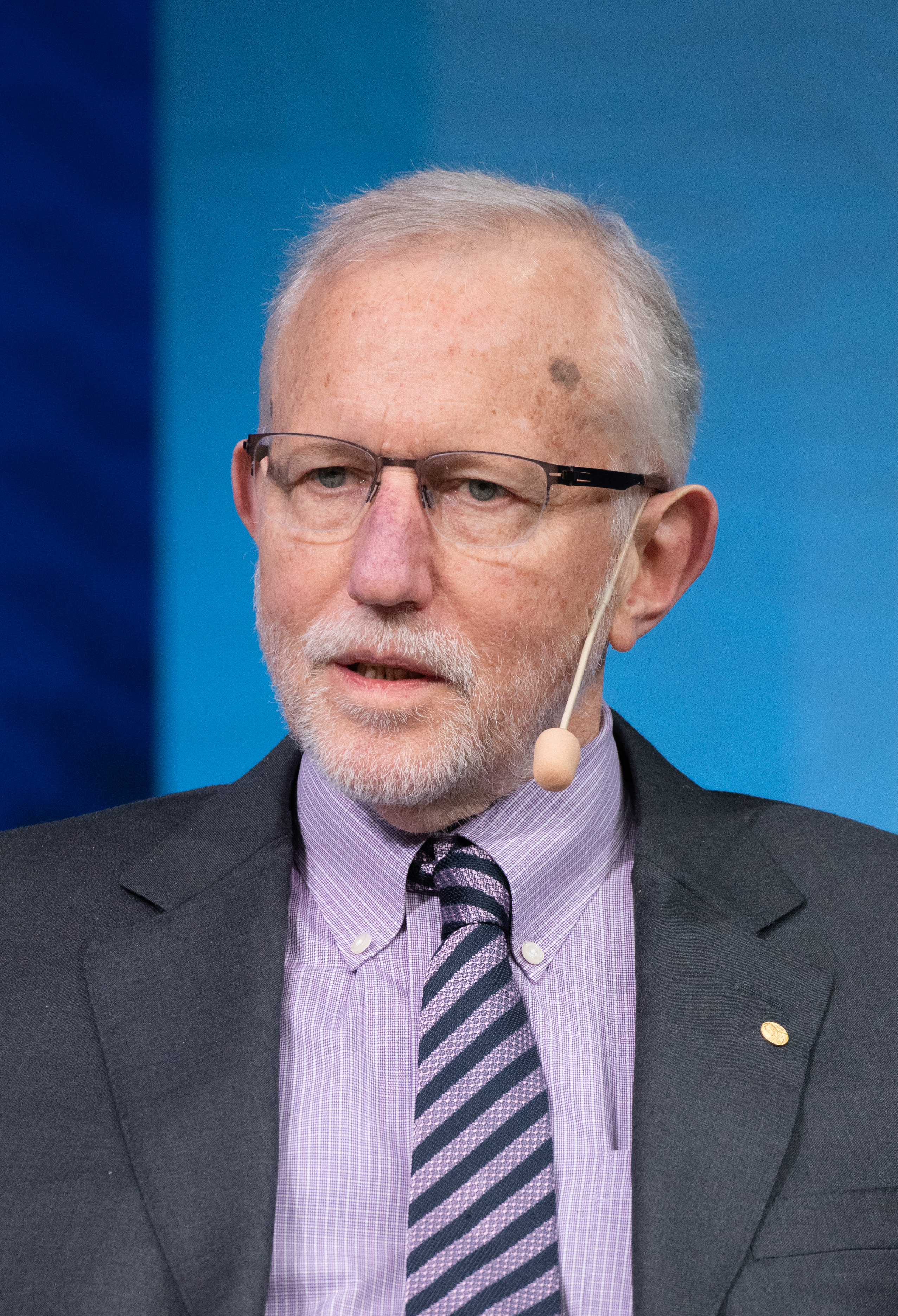
Charles M. Rice (2024)

Charles Moen Rice III (* 25. August 1952 in Sacramento) ist ein US-amerikanischer Virologe, Professor und Leiter des Labors für Virologie und Infektiöse Krankheiten an der Rockefeller University. Er gehört zu den führenden Wissenschaftlern auf dem Gebiet der Flaviviridae-Viren, zu denen auch das Hepatitis-C-Virus gehört. 2020 wurde ihm der Nobelpreis für Physiologie oder Medizin zuerkannt.

## Leben und Wirken
Rice wurde 1952 als Sohn eines Versicherungsangestellten und einer Hausfrau in Sacramento, Kalifornien, geboren. Er begann zunächst Veterinärmedizin an der University of California, Davis, zu studieren. Während eines Biologiegrundkurses lenkte sein späterer Mentor David Barrett Rices Aufmerksamkeit auf den Bereich der Wissenschaften und Rice untersuchte im Rahmen eines Chemiepraktikums die Art und Weise, wie Seescheiden größere Mengen Vanadiums aus dem Meerwasser filtern können. Auf Barretts Vorschlag hin besuchte er einen Physiologiekurs im Marine Biological Laboratory, in dem er erste Laborerfahrungen im Bereich der Biophysik und -chemie machen konnte. Diese Erfahrungen gefielen ihm so sehr, dass er nach seinem Bachelor in Zoologie, den er 1974 an der University of California erhielt, für ein Jahr als Lehrassistent an das Marine Biological Laboratory zurückkehrte.
Im Herbst 1975 schrieb er sich in das Graduiertenprogramm im Fach Biochemie am California Institute of Technology (Caltech) ein, wo er 1981 promovierte. Seine Dissertation trug den Titel Studies on the structure proteins of Sindbis virus. Er blieb für weitere vier Jahre am Caltech und war dort als Postdoktorand tätig. Rice arbeitete im Labor von James Strauss, das die Vermehrung von RNA-Viren in ihren Wirten erforschte.
Ein Jahr später, 1986, wurde er Fakultätsmitglied an der Washington University in St. Louis, wo er bis zum Jahr 2000 blieb. Dort forschten er und sein Team unter anderem an der Biogenese und der Struktur von Hepatitis-C-Virus kodierten Proteinen.
Im Jahr 2000 wechselte Rice an die Rockefeller University und hat dort seitdem den Maurice R. and Corinne P. Greenberg-Lehrstuhl für Virologie inne. Außerdem ist er Leiter des Labors für Virologie und Infektiöse Krankheiten. Rice ist wissenschaftlicher Direktor und Geschäftsführer des Center of the Study of Hepatitis-C. Dieses Zentrum wurde von der Rockefeller University, dem Weill Cornell Medical College und dem NewYork-Presbyterian Hospital gegründet. Er war 2002 bis 2003 Präsident der American Society for Virology.
Rice veröffentlichte zusammen mit anderen Wissenschaftlern mehr als 250 wissenschaftliche Artikel und ist ehemaliger Herausgeber des Journal of Virology.

## Auszeichnungen und Mitgliedschaften

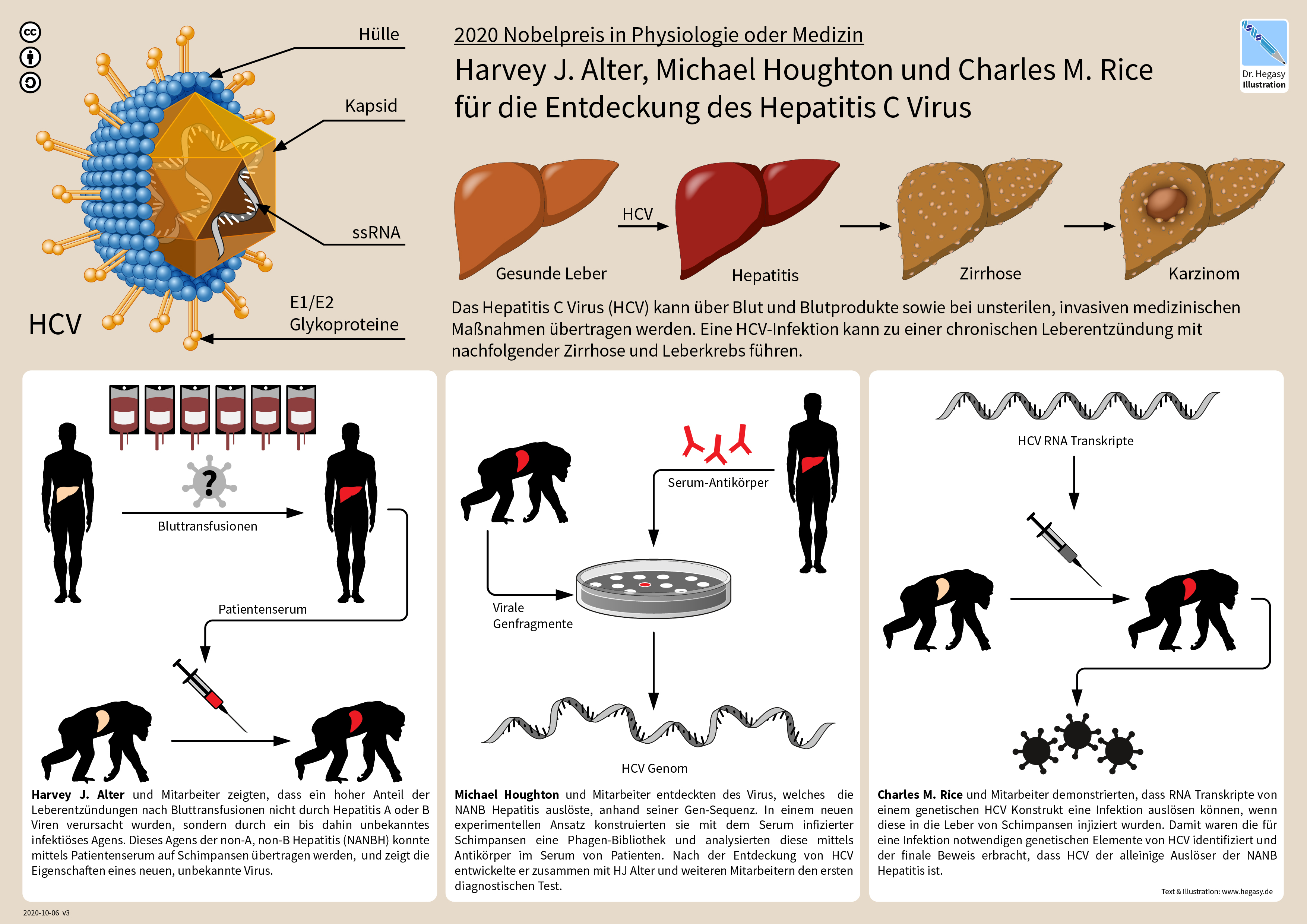
Nobelpreis in Physiologie oder Medizin 2020: Entdeckung und Charakterisierung des Hepatitis C Virus durch H.J. Alter, M. Houghton und C.M. Rice

Rice ist Fellow der American Association for the Advancement of Science (AAAS), Mitglied der National Academy of Sciences (NAS) und war Präsident der American Society of Virology (AVS). 2015 wurde Rice zusammen mit Ralf Bartenschlager von der Universität Heidelberg mit dem Robert-Koch-Preis ausgezeichnet. Die Robert-Koch-Stiftung begründete ihre Entscheidung damit, dass Rice dazu beitrug, 

„[…] antivirale Ziele zu identifizieren und Virusvermehrungsysteme in Zellkulturen für die Grundlagenforschung zu etablieren, die auch für Arzneimittel-Screening und Prüfsysteme genutzt werden können.“

Seine Forschungstätigkeit zum Verständnis des Aufbaus der HC-Viren, die Herstellung des ersten infektiösen Klons des Virus und das Aufstellen von Tiermodellen tragen dazu bei, dass nunmehr weitere Studien zur Bekämpfung dieses Virus stattfinden können.
Für 2016 wurden Rice der InBev-Baillet Latour Health Prize (Belgien) und (gemeinsam mit Ralf Bartenschlager und Michael J. Sofia) der Lasker~DeBakey Clinical Medical Research Award zugesprochen.
2020 erhielt er den Nobelpreis für Medizin, zusammen mit Harvey Alter und Michael Houghton, für die Entdeckung des Hepatitis-C-Virus. 2021 wurde Rice in die National Academy of Medicine gewählt.

## Schriften (Auswahl)
- mit Curt H. Hagedorn: The hepatitis C viruses (= Current Topics in Microbiology and Immunology. 242). Springer, Berlin u. a. 2000, ISBN 3-540-65358-9.
- als Herausgeber mit Raymond F. Schinazi und Jean-Pierre Sommadossi: Frontiers in viral hepatitis. Elsevier, Amsterdam u. a. 2003, ISBN 0-444-50986-0.